# Danny Alves
Daniel Miguel Alves Gomes (Caracas, Distrito Capital, Venezuela, 7 de agosto de 1983), más conocido como Danny, es un exfutbolista venezolano nacionalizado portugués que jugaba de centrocampista.

## Biografía
Nació en Caracas en 1983, hijo de inmigrantes portugueses, se formó futbolísticamente en el Colegio Santo Tomas de Villanueva (fue compañero de Miku en varios juegos) en Venezuela y que fue visto por agentes del Club Sportivo La Consulta y fue llevado a Portugal a los 15 años, luego de demostrar su talento en el club fue fichado por 2,1 Millones de Euros por el Sporting Clube de Portugal. Aunque podía quedarse en Venezuela decidió irse a la isla de Madeira, (Portugal) para triunfar. Ha jugado en clubes de Portugal y Rusia aunque aspira retirarse en algún equipo de su país.

### CS Marítimo
El 1 de octubre de 2001 debutó como futbolista profesional y en el Marítimo contra el Gil Vicente FC con victoria de su equipo 2-1, disputando 17 minutos del segundo tiempo.
El 15 de diciembre de 2001 marcó su primer gol en su carrera y en el Marítimo contra el SC Salgueiros con derrota de su equipo 1-2, disputando 59 minutos siendo expulsado marcando el gol en el minuto 45.
En la Primera División de Portugal 2001/02 disputó 20 partidos marcando 5 goles, quedando su equipo de sexto lugar en la tabla.

### FC Dynamo de Moscú
El 9 de marzo de 2005 debutó con el FC Dínamo de Moscú y en la Copa de Rusia contra el PFC Krylia Sovetov Samara en la ida de los octavos de final con resultado de 1-1, disputando los 90 minutos.
En total en la Copa de Rusia 2004-2005 disputó 2 partidos los 2 de titular jugando 180 minutos recibiendo 1 tarjeta amarilla, siendo eliminados en los octavos de final.
El 11 de agosto de 2005 marcó su primer gol por partida doble en la Copa de Rusia 2005-2006 en la vuelta de los dieciseisavos contra el FC Dynamo Bryansk con victoria de 4-0, marcando los goles en los minutos 45 y 63 y disputando los 90 minutos.
En total en la Copa de Rusia 2005-2006 disputó 6 partidos todos de titular, marcando 3 goles, jugando 526 minutos y recibiendo 2 tarjetas amarillas, siendo eliminados en los cuartos de final.
En la Liga Rusa 2006 disputó 24 partidos 23 de titular, marcando 2 goles, jugando 2066 minutos, recibiendo 6 tarjetas amarillas y 1 tarjeta roja y en la Copa de Rusia 2006-2007 disputó 5 partidos, todos de titular, marcando 1 gol y jugando 450 minutos, siendo eliminados en los cuartos de final.
En la Liga Rusa 2007 disputó 28 partidos todos de titular, marcando 6 goles (2 en 1 partido), jugando 2436 minutos, recibiendo 6 tarjetas amarillas y en la Copa de Rusia 2007-2008 disputó 2 partidos, todos de titular, jugando 180 minutos y recibiendo 1 tarjeta amarilla, siendo eliminados en los octavos de final.
En la Liga Rusa 2008 disputó 18 partidos todos de titular, marcando 5 goles (2 en 1 partido), jugando 1595 minutos, recibiendo 6 tarjetas amarillas y en la Copa de Rusia 2008-2009 disputó 1 partido de titular jugando los 90 minutos.

### FC Zenit
El Zenit ha batido la cifra récord de un traspaso en Rusia con la contratación de Danny, internacional portugués de 25 años procedente del FC Dinamo Moscú, por 30 millones de euros, otorgándole la camiseta con el dorsal 19.
El traspaso de Danny ha destrozado el anterior fichaje récord del fútbol ruso, que tenía el propio Dínamo cuando contrató a otro internacional portugués, Maniche del FC Porto en mayo de 2005, siendo el segundo fichaje europeo más caro en 2008 detrás de Daniel Alves con 32 millones de euros. El Zenit, que no ha desvelado los detalles de la duración del contrato de Danny, llevaba dos meses persiguiendo el fichaje del centrocampista nacido en Venezuela, y el entrenador Dick Advocaat se ha mostrado encantado de poder finalmente contar con él. "Llevamos mucho tiempo interesados en Danny. Le considero el mejor centrocampista de la liga rusa y puede convertirse en un jugador muy útil en el equipo. Veo a Danny como centrocampista ofensivo o como extremo", dijo el entrenador neerlandés.
El 29 de agosto de 2008 debutó con el Zenit y en una Supercopa de Europa contra el Manchester United F.C. con victoria de 2-1, marcando el gol de la victoria en el minuto 59 tras una jugada individual, disputando los 90 minutos, quedando campeones y nominándole mejor jugador del partido.

### Regreso al CS Marítimo
En julio de 2018 regresó al Marítimo. En diciembre del mismo año rescindió su contrato.

## Selección nacional
Al no ser tomado en cuenta por la selección de Venezuela, Danny aceptó la llamada de la selección de fútbol de Portugal, convirtiéndose así en internacional portugués.
Debutó en los Juegos Olímpicos de Atenas 2004 contra Costa Rica el 18 de agosto de 2004 disputado en el Estadio Pankritio de Heraklion con derrota de 2-4, disputando los 90 minutos.
Debutó en la selección de fútbol de Portugal en un partido amistoso contra la selección de fútbol de las Islas Feroe el 20 de agosto de 2008 disputado en el Estadio Municipal de Aveiro de Aveiro con victoria de 5-0, disputando 35 minutos del segundo tiempo, sustituyendo al luso-brasileño Deco.
Debutó en una eliminatoria al Mundial contra Dinamarca el 10 de septiembre de 2008 disputado en el Estadio José Alvalade de Lisboa con derrota de su equipo de 2-3, disputó 18 minutos del segundo tiempo y recibió una tarjeta amarilla.

### Participación en el mundial Sudáfrica 2010
El caraqueño disputó el Mundial de Sudáfrica 2010 con Portugal, el país de sus padres y el que recibió la convocatoria por parte del DT Carlos Queiros. En ese torneo, el cuadro luso alcanzó los octavos de final, cayendo con España 1 gol por 0, a la postre campeona, Danny participó en 3 partidos, usando la camiseta número 10, y con un total de 176 minutos disputandos
| Mundial                     | Selección | Resultado        | Goles | Partidos |
| --------------------------- | --------- | ---------------- | ----- | -------- |
| Copa Mundial Sudáfrica 2010 | Portugal  | octavos de Final | 0     | 3        |

### Participaciones en Juegos Olímpicos
| Olimpiada                       | Selección | Resultado    | Goles | Partidos |
| ------------------------------- | --------- | ------------ | ----- | -------- |
| Juegos Olímpicos de Atenas 2004 | Portugal  | Primera fase | 0     | 3        |

- Disputó los 3 partidos, todos de titular, jugando 201 minutos, sin poder clasificarse con su equipo para los cuartos de final.

### Danny en la Selección
| Detalle                     | Juegos | Goles |
| --------------------------- | ------ | ----- |
| Eliminatorias al Mundial    | 11     | 2     |
| Eliminatorias a la Eurocopa | 5      | 0     |
| Amistosos                   | 19     | 2     |
| Mundial                     | 3      | 0     |
| Total                       | 38     | 4     |

Último partido: Portugal - Bélgica (29 de marzo de 2016)

## Clubes

### Juvenil
| Club                              | País      | Año       | PJ | Goles |
| --------------------------------- | --------- | --------- | -- | ----- |
| Colegio Santo Tomas de Villanueva | Venezuela | 1988-1997 |    |       |

### Profesional
| Club                | País            | Año       | PJ  | Goles |
| ------------------- | --------------- | --------- | --- | ----- |
| Club Sport Marítimo | Portugal        | 2000-2002 | 10  | 5     |
| Sporting Lisboa     | Portugal        | 2002-2003 | 12  | 0     |
| Club Sport Marítimo | Portugal        | 2003-2004 | 22  | 1     |
| Sporting Lisboa     | Portugal        | 2004-2005 | 9   | 0     |
| FC Dinamo Moscú     | Rusia           | 2005-2008 | 113 | 21    |
| FC Zenit            | Rusia           | 2008-2017 | 148 | 49    |
| Slavia de Praga     | República Checa | 2017-2018 | 32  | 2     |
| Club Sport Marítimo | Portugal        | 2018      | 16  | 0     |

### Competiciones
| Competición              | PJ  | Goles |
| ------------------------ | --- | ----- |
| Liga Rusa                | 101 | 19    |
| Liga Portuguesa          | 44  | 6     |
| Copa de Rusia            | 16  | 4     |
| Supercopa de Europa      | 1   | 1     |
| Liga de Campeones (UEFA) | 2   | 1     |
| Selección nacional       | 38  | 4     |
| Total de carrera         | 172 | 32    |

## Palmarés

### Campeonatos internacionales
| Título                | Club                  | País     | Año     |
| --------------------- | --------------------- | -------- | ------- |
| Supercopa de Portugal | Sporting de Lisboa    | Portugal | 2002    |
| Supercopa de Europa   | Zenit San Petersburgo | Rusia    | 2008    |
| Liga Premier de Rusia | Zenit San Petersburgo | Rusia    | 2010    |
| Copa de Rusia         | Zenit San Petersburgo | Rusia    | 2010    |
| Supercopa de Rusia    | Zenit San Petersburgo | Rusia    | 2011    |
| Liga Premier de Rusia | Zenit San Petersburgo | Rusia    | 2011/12 |
| Liga Premier de Rusia | Zenit San Petersburgo | Rusia    | 2014/15 |
| Supercopa de Rusia    | Zenit San Petersburgo | Rusia    | 2015    |
| Copa de Rusia         | Zenit San Petersburgo | Rusia    | 2015/16 |
| Supercopa de Rusia    | Zenit San Petersburgo | Rusia    | 2016    |

### Distinciones individuales
| Distinción                               | Año  |
| ---------------------------------------- | ---- |
| Mejor jugador del FC Dinamo Moscú.       | 2005 |
| Mejor jugador de la Supercopa de Europa. | 2008 |